# Udinese Calcio 2018-2019
Questa voce raccoglie le informazioni riguardanti l'Udinese Calcio nelle competizioni ufficiali della stagione 2018-2019.

## Stagione

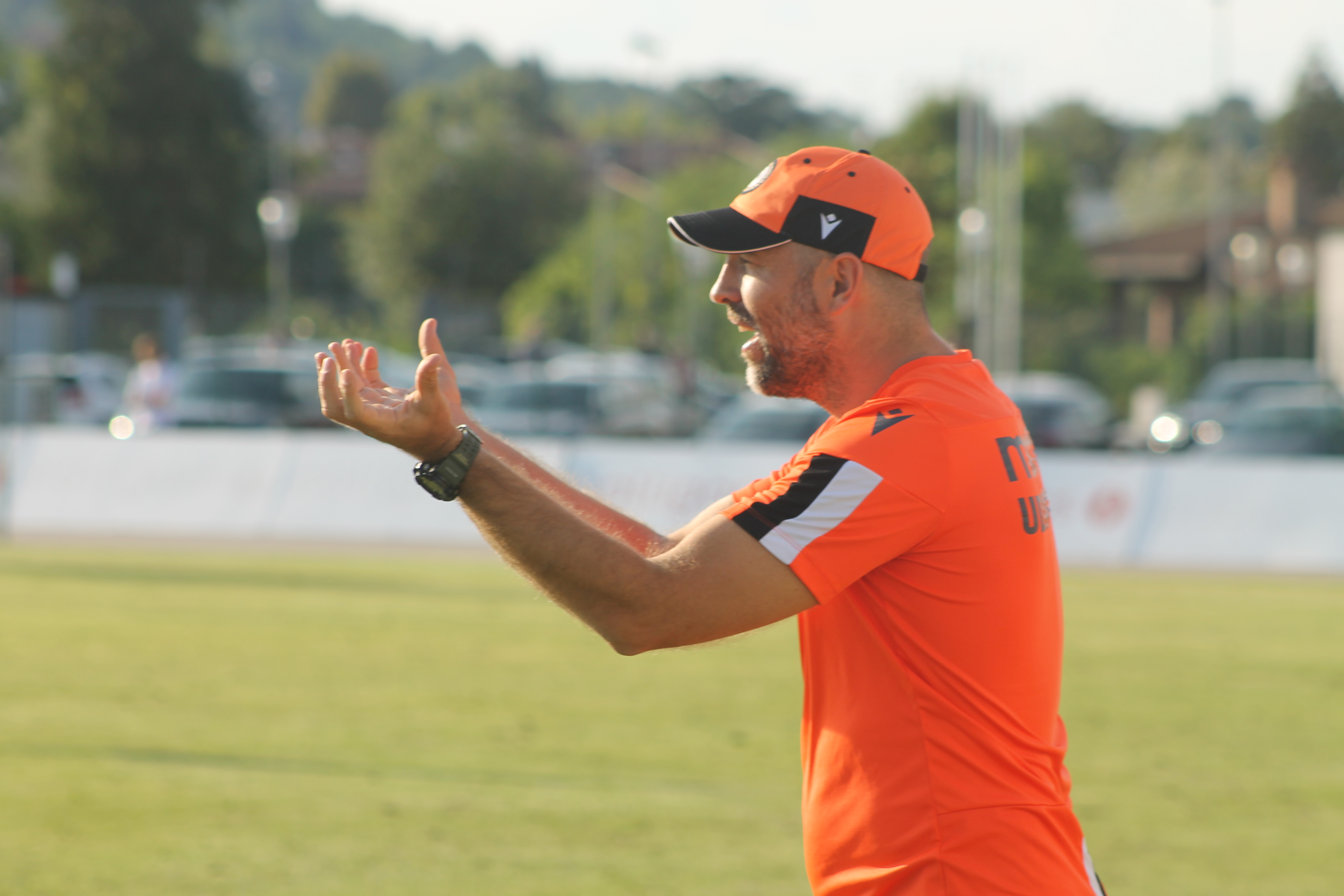
Il tecnico Igor Tudor, richiamato per la seconda volta consecutiva a Udine a stagione in corso, traghetta la squadra alla salvezza.

La stagione 2018-2019 inizia con l'ingaggio dell'allenatore spagnolo Julio Velázquez. Il 13 novembre 2018, dopo i risultati altalenanti e la sconfitta in campionato contro l'Empoli, Velázquez viene sollevato dall'incarico e, contestualmente, sostituito da Davide Nicola. Tuttavia neanche quest'ultimo riesce a invertire la rotta, sicché il 20 marzo 2019 viene a sua volta esonerato. Al suo posto subentra Igor Tudor, già alla guida dei friulani la stagione precedente nel dopo-Oddo: anche stavolta, il tecnico croato traghetta la squadra alla salvezza, chiudento il campionato al dodicesimo posto.

## Divise e sponsor
Per la prima volta il fornitore ufficiale è Macron. Gli sponsor ufficiali sono Dacia come main sponsor, Vortice come co-sponsor e Bluenergy come back sponsor.
| Casa | Trasferta | Terza divisa |
| ---- | --------- | ------------ |

## Rosa
Rosa e numerazione sono aggiornati al 28 gennaio 2019.
| N. |                        | Ruolo | Calciatore               |
| -- | ---------------------- | ----- | ------------------------ |
| 1  | Argentina (bandiera)   | P     | Juan Musso               |
| 2  | Mali (bandiera)        | D     | Molla Wague              |
| 3  | Brasile (bandiera)     | D     | Samir                    |
| 4  | Ghana (bandiera)       | D     | Nicholas Opoku           |
| 5  | Nigeria (bandiera)     | D     | William Troost-Ekong     |
| 6  | Francia (bandiera)     | C     | Seko Fofana              |
| 7  | Italia (bandiera)      | D     | Giuseppe Pezzella        |
| 7  | Italia (bandiera)      | A     | Stefano Okaka            |
| 8  | Ghana (bandiera)       | C     | Emmanuel Agyemang-Badu   |
| 9  | Brasile (bandiera)     | A     | Felipe Vizeu             |
| 10 | Argentina (bandiera)   | C     | Rodrigo de Paul          |
| 11 | Svizzera (bandiera)    | C     | Valon Behrami            |
| 13 | Svezia (bandiera)      | C     | Svante Ingelsson         |
| 14 | Serbia (bandiera)      | C     | Petar Mićin              |
| 15 | Italia (bandiera)      | A     | Kevin Lasagna (capitano) |
| 16 | Venezuela (bandiera)   | A     | Darwin Machís            |
| 17 | Paesi Bassi (bandiera) | D     | Bram Nuytinck            |
| 18 | Paesi Bassi (bandiera) | D     | Hidde ter Avest          |
| 19 | Danimarca (bandiera)   | C     | Jens Stryger Larsen      |

| N. |                        | Ruolo | Calciatore         |
| -- | ---------------------- | ----- | ------------------ |
| 20 | Islanda (bandiera)     | C     | Emil Hallfreðsson  |
| 21 | Italia (bandiera)      | C     | Simone Pontisso    |
| 22 | Italia (bandiera)      | P     | Simone Scuffet     |
| 23 | Argentina (bandiera)   | A     | Ignacio Pussetto   |
| 24 | Inghilterra (bandiera) | D     | Ben Wilmot         |
| 25 | Argentina (bandiera)   | C     | Gaspar Iñíguez     |
| 27 | Italia (bandiera)      | P     | Samuele Perisan    |
| 30 | Brasile (bandiera)     | C     | Sandro             |
| 38 | Italia (bandiera)      | C     | Rolando Mandragora |
| 53 | Iraq (bandiera)        | D     | Ali Adnan          |
| 72 | Rep. Ceca (bandiera)   | C     | Antonín Barák      |
| 77 | Italia (bandiera)      | C     | Marco D'Alessandro |
| 87 | Francia (bandiera)     | D     | Sebastian De Maio  |
| 88 | Brasile (bandiera)     | P     | Nicolas            |
| 90 | Paesi Bassi (bandiera) | D     | Marvin Zeegelaar   |
| 91 | Polonia (bandiera)     | A     | Łukasz Teodorczyk  |
| 98 | Senegal (bandiera)     | C     | Mamadou Coulibaly  |
| 99 | Croazia (bandiera)     | C     | Andrija Balić      |

## Calciomercato

### Sessione estiva(dal 1/7 al 19/8)
| Acquisti | Acquisti             | Acquisti      | Acquisti                    |
| R.       | Nome                 | da            | Modalità                    |
| -------- | -------------------- | ------------- | --------------------------- |
| P        | Juan Musso           | Racing Club   | definitivo (3,85 milioni €) |
| D        | Hidde ter Avest      | Twente        | parametro zero              |
| D        | Thomas Heurtaux      | Verona        | fine prestito               |
| D        | Nicholas Opoku       | Club Africain | definitivo (1,5 milioni €)  |
| D        | William Troost-Ekong | Bursaspor     | definitivo (3,3 milioni €)  |
| C        | Melker Hallberg      | Kalmar        | fine prestito               |
| C        | Mamadou Coulibaly    | Pescara       | fine prestito               |
| C        | Petar Mićin          | Čukarički     | definitivo                  |
| C        | Rolando Mandragora   | Juventus      | definitivo (20 milioni €)   |
| C        | Marco D'Alessandro   | Atalanta      | prestito                    |
| A        | Lucas Evangelista    | Estoril Praia | fine prestito               |
| A        | Ewandro              | Estoril Praia | fine prestito               |
| A        | Aly Mallé            | Lorca         | fine prestito               |
| A        | Felipe Vizeu         | Flamengo      | definitivo (5 milioni €)    |
| A        | Darwin Machís        | Granada       | definitivo                  |
| A        | Ignacio Pussetto     | Huracán       | definitivo (8 milioni €)    |
| A        | Łukasz Teodorczyk    | Anderlecht    | definitivo (3,5 milioni €)  |

| Cessioni | Cessioni            | Cessioni            | Cessioni                         |
| R.       | Nome                | a                   | Modalità                         |
| -------- | ------------------- | ------------------- | -------------------------------- |
| P        | Albano Bizzarri     |                     | fine contratto                   |
| P        | Orestīs Karnezīs    | Napoli              | definitivo                       |
| P        | Alex Meret          | Napoli              | definitivo                       |
| P        | Samuele Perisan     | Padova              | prestito                         |
| D        | Danilo              | Bologna             | prestito                         |
| D        | Mauro Coppolaro     | Venezia             | prestito                         |
| D        | Francisco Sierralta | Parma               | prestito                         |
| D        | Paweł Bochniewicz   | Górnik Zabrze       | prestito con diritto di riscatto |
| D        | Ali Adnan Kadhim    | Atalanta            | prestito                         |
| C        | Jakub Jankto        | Sampdoria           | definitivo                       |
| C        | Silvan Widmer       | Basilea             | definitivo (4,5 milioni €)       |
| C        | Melker Hallberg     | Vejle               | definitivo                       |
| C        | Emil Hallfreðsson   | Frosinone           | definitivo                       |
| A        | Maxi López          |                     | fine contratto                   |
| A        | Ryder Matos         | Verona              | prestito                         |
| A        | Riad Bajić          | İstanbul Başakşehir | prestito                         |
| A        | Stipe Perica        | Frosinone           | prestito                         |
| A        | Lucas Evangelista   | Nantes              | definitivo (4 milioni €)         |
| A        | Ewandro             | Austria Vienna      | prestito con diritto di riscatto |

### Sessione invernale(dal 3/1/ al 31/1)
| Acquisti | Acquisti          | Acquisti  | Acquisti                         |
| R.       | Nome              | da        | Modalità                         |
| -------- | ----------------- | --------- | -------------------------------- |
| P        | Samuele Perisan   | Padova    | fine prestito                    |
| D        | Sebastian De Maio | Bologna   | prestito con obbligo di riscatto |
| D        | Ben Wilmot        | Watford   | prestito                         |
| D        | Marvin Zeegelaar  | Watford   | prestito                         |
| C        | Sandro            | Genoa     | prestito con obbligo di riscatto |
| A        | Stefano Okaka     | Watford   | prestito                         |
| A        | Stipe Perica      | Frosinone | fine prestito                    |

| Cessioni | Cessioni          | Cessioni          | Cessioni                                       |
| R.       | Nome              | a                 | Modalità                                       |
| -------- | ----------------- | ----------------- | ---------------------------------------------- |
| P        | Simone Scuffet    | Kasımpaşa         | prestito                                       |
| D        | Giuseppe Pezzella | Genoa             | prestito con diritto di riscatto (7 milioni €) |
| D        | Molla Wague       | Nottingham Forest | prestito                                       |
| C        | Andrija Balić     | Fortuna Sittard   | prestito                                       |
| C        | Mamadou Coulibaly | Carpi             | prestito                                       |
| C        | Gaspar Iñíguez    | Ascoli            | prestito                                       |
| A        | Stipe Perica      | Kasımpaşa         | prestito                                       |
| A        | Felipe Vizeu      | Grêmio            | prestito                                       |

### Operazioni esterne alle sessioni di mercato
| Acquisti | Acquisti          | Acquisti | Acquisti   |
| R.       | Nome              | da       | Modalità   |
| -------- | ----------------- | -------- | ---------- |
| C        | Emil Hallfreðsson |          | svincolato |

| Cessioni | Cessioni | Cessioni | Cessioni |
| R.       | Nome     | a        | Modalità |
| -------- | -------- | -------- | -------- |

## Risultati

### Serie A

#### Girone di andata
| Arbitro: | Calvarese (Teramo) |

|                         |           |                               |
| Inglese 43’ Barillà 59’ | Marcatori | 65’ (rig.) de Paul 69’ Fofana |

| Arbitro: | La Penna (Roma) |

|            |           |  |
| de Paul 9’ | Marcatori |  |

| Arbitro: | Giua (Olbia) |

|             |           |  |
| Benassi 73’ | Marcatori |  |

| Arbitro: | Valeri (Roma) |

|             |           |           |
| de Paul 28’ | Marcatori | 49’ Meïté |

| Arbitro: | Pairetto (Torino) |

|  |           |                         |
|  | Marcatori | 76’ de Paul 90’ Lasagna |

| Arbitro: | Maresca (Napoli) |

|                   |           |                       |
| Badelj 80’ (aut.) | Marcatori | 61’ Acerbi 67’ Correa |

| Arbitro: | Manganiello (Pinerolo) |

|                            |           |              |
| Santander 42’ Orsolini 82’ | Marcatori | 32’ Pussetto |

| Arbitro: | Abisso (Palermo) |

|  |           |                           |
|  | Marcatori | 33’ Bentancur 37’ Ronaldo |

| Arbitro: | Mariani (Aprilia) |

|  |           |                                            |
|  | Marcatori | 14’ Fabián Ruiz 82’ (rig.) Mertens 86’ Rog |

| Arbitro: | Mazzoleni (Bergamo) |

|                              |           |                         |
| Rômulo 32’ (rig.) Romero 67’ | Marcatori | 65’ Lasagna 70’ de Paul |

| Arbitro: | Di Bello (Brindisi) |

|  |           |                    |
|  | Marcatori | 90+7’ A. Romagnoli |

| Arbitro: | Giacomelli (Trieste) |

|                     |           |              |
| Zajc 41’ Caputo 51’ | Marcatori | 81’ Pussetto |

| Arbitro: | Fabbri (Ravenna) |

|             |           |  |
| de Paul 54’ | Marcatori |  |

| Reggio nell'Emilia 2 dicembre 2018, ore 15:00 CET 14ª giornata | Sassuolo                 | 0 – 0 referto | Udinese | Mapei Stadium - Città del Tricolore\| Arbitro: \| Guida (Torre Annunziata) \| |
| Arbitro:                                                       | Guida (Torre Annunziata) |               |         |                                                                               |

| Arbitro: | Calvarese (Teramo) |

|             |           |                        |
| Lasagna 12’ | Marcatori | 2’, 62’, 80’ D. Zapata |

| Arbitro: | Abisso (Palermo) |

|                   |           |  |
| Icardi 76’ (rig.) | Marcatori |  |

| Arbitro: | Valeri (Roma) |

|                |           |                  |
| Mandragora 32’ | Marcatori | 61’ (rig.) Ciano |

| Ferrara 26 dicembre 2018, ore 15:00 CET 18ª giornata | SPAL          | 0 – 0 referto | Udinese | Stadio Paolo Mazza\| Arbitro: \| Doveri (Roma) \| |
| Arbitro:                                             | Doveri (Roma) |               |         |                                                   |

| Arbitro: | Mariani (Aprilia) |

|                          |           |  |
| Pussetto 39’ Behrami 57’ | Marcatori |  |

#### Girone di ritorno
| Arbitro: | Mazzoleni (Bergamo) |

|           |           |                                 |
| Okaka 50’ | Marcatori | 11’ (rig.) Inglese 68’ Gervinho |

| Arbitro: | Massa (Imperia) |

|                                                               |           |  |
| Quagliarella 33’ (rig.) 56’ (rig.) Linetty 68’ Gabbiadini 78’ | Marcatori |  |

| Arbitro: | Orsato (Schio) |

|                    |           |              |
| Stryger Larsen 56’ | Marcatori | 65’Edimilson |

| Arbitro: | Guida (Torre Annunziata) |

|              |           |  |
| Ola Aina 31’ | Marcatori |  |

| Arbitro: | Valeri (Roma) |

|                |           |  |
| Teodorczyk 87’ | Marcatori |  |

| Arbitro: | Calvarese (Teramo) |

|                                      |           |  |
| Felipe Caicedo 21’ Sandro 25’ (aut.) | Marcatori |  |

| Arbitro: | Massa (Imperia) |

|                                 |           |            |
| De Paul 25’ (rig.) Pussetto 79’ | Marcatori | 39’Palacio |

| Arbitro: | Chiffi (Padova) |

|                                          |           |             |
| Kean 11’ (39) Can 67’ (rig.) Matuidi 71’ | Marcatori | 84’ Lasagna |

| Arbitro: | Valeri (Roma) |

|                                               |           |                        |
| Younes 17’ Callejòn 26’ Milik 57’ Mertens 69’ | Marcatori | 30’ Lasagna 36’ Fofana |

| Arbitro: | Pairetto (Nichelino) |

|                         |           |  |
| Okaka 4’ Mandragora 61’ | Marcatori |  |

| Arbitro: | Banti (Livorno) |

|            |           |             |
| Piątek 44’ | Marcatori | 64’ Lasagna |

| Arbitro: | Orsato (Schio) |

|                                        |           |                       |
| De Paul 14’, 41’ (rig.) Mandragora 45’ | Marcatori | 11’ Caputo 24’ Krunic |

| Arbitro: | Di Bello (Brindisi) |

|           |           |  |
| Dzeko 67’ | Marcatori |  |

| Arbitro: | Pairetto (Nichelino) |

|                   |           |           |
| Lirola 80’ (aut.) | Marcatori | 31’ Sensi |

| Arbitro: | Giacomelli (Trieste) |

|                                |           |  |
| De Roon 81’ (rig.) Pašalić 85’ | Marcatori |  |

| Udine 4 maggio 2019, ore 20:30 CEST 35ª giornata | Udinese          | 0 – 0 referto | Inter | Dacia Arena\| Arbitro: \| Rocchi (Firenze) \| |
| Arbitro:                                         | Rocchi (Firenze) |               |       |                                               |

| Arbitro: | Pasqua (Tivoli) |

|             |           |                          |
| Dionisi 85’ | Marcatori | 11’, 44’ Okaka 41’ Samir |

| Arbitro: | Fabbri (Ravenna) |

|                         |           |                        |
| Samir 5’ Okaka 31’, 35’ | Marcatori | 53’ Petagna 59’ Valoti |

| Arbitro: | Volpi (Arezzo) |

|               |           |                              |
| Pavoletti 17’ | Marcatori | 59’ Hallfredsson 69’ De Maio |

### Coppa Italia

#### Turni preliminari
| Arbitro: | Giacomelli (Trieste) |

|           |           |                      |
| Machís 6’ | Marcatori | 68’ Viola 104’ Tello |

## Statistiche

### Statistiche di squadra
| Competizione | Punti  | In casa | In casa | In casa | In casa | In casa | In casa | In trasferta | In trasferta | In trasferta | In trasferta | In trasferta | In trasferta | Totale | Totale | Totale | Totale | Totale | Totale | D.R. |
| Competizione | Punti  | G       | V       | N       | P       | Gf      | Gs      | G            | V            | N            | P            | Gf           | Gs           | G      | V      | N      | P      | Gf     | Gs     | D.R. |
| ------------ | ------ | ------- | ------- | ------- | ------- | ------- | ------- | ------------ | ------------ | ------------ | ------------ | ------------ | ------------ | ------ | ------ | ------ | ------ | ------ | ------ | ---- |
| Serie A      | 43     | 19      | 8       | 5       | 6       | 22      | 22      | 19           | 3            | 5            | 11           | 17           | 31           | 38     | 11     | 10     | 17     | 39     | 53     | -14  |
| Coppa Italia | -      | 1       | 0       | 0       | 1       | 1       | 2       | 0            | 0            | 0            | 0            | 0            | 0            | 1      | 0      | 0      | 1      | 1      | 2      | -1   |
| Totale       | Totale | 20      | 8       | 5       | 7       | 23      | 24      | 19           | 3            | 5            | 11           | 17           | 31           | 39     | 11     | 10     | 18     | 40     | 55     | -15  |

### Andamento in campionato
| Giornata  | 1 | 2 | 3 | 4 | 5 | 6 | 7  | 8  | 9  | 10 | 11 | 12 | 13 | 14 | 15 | 16 | 17 | 18 | 19 | 20 | 21 | 22 | 23 | 24 | 25 | 26 | 27 | 28 | 29 | 30 | 31 | 32 | 33 | 34 | 35 | 36 | 37 | 38 |
| --------- | - | - | - | - | - | - | -- | -- | -- | -- | -- | -- | -- | -- | -- | -- | -- | -- | -- | -- | -- | -- | -- | -- | -- | -- | -- | -- | -- | -- | -- | -- | -- | -- | -- | -- | -- | -- |
| Luogo     | T | C | T | C | T | C | T  | C  | C  | T  | C  | T  | C  | T  | C  | T  | C  | T  | C  | C  | T  | C  | T  | C  | T  | C  | T  | T  | C  | T  | C  | T  | C  | T  | C  | T  | C  | T  |
| Risultato | N | V | P | N | V | P | P  | P  | P  | N  | P  | P  | V  | N  | P  | P  | N  | N  | V  | P  | P  | N  | P  | V  | P  | V  | P  | P  | V  | N  | V  | P  | N  | P  | N  | V  | V  | V  |
| Posizione | 8 | 4 | 6 | 9 | 7 | 9 | 14 | 15 | 16 | 16 | 16 | 17 | 16 | 16 | 17 | 17 | 17 | 17 | 15 | 15 | 16 | 16 | 16 | 15 | 16 | 15 | 15 | 16 | 16 | 16 | 16 | 16 | 17 | 17 | 17 | 16 | 16 | 12 |

Legenda:

Luogo: C = Casa; T = Trasferta. Risultato: V = Vittoria; N = Pareggio; P = Sconfitta.

### Statistiche dei giocatori
Statistiche aggiornate al 26 maggio 2019 
| Giocatore       | Serie A  | Serie A | Serie A     | Serie A    | Coppa Italia | Coppa Italia | Coppa Italia | Coppa Italia | Totale   | Totale | Totale      | Totale     |
| Giocatore       | Presenze | Reti    | Ammonizioni | Espulsioni | Presenze     | Reti         | Ammonizioni  | Espulsioni   | Presenze | Reti   | Ammonizioni | Espulsioni |
| --------------- | -------- | ------- | ----------- | ---------- | ------------ | ------------ | ------------ | ------------ | -------- | ------ | ----------- | ---------- |
| Ali Adnan       | 0        | 0       | 0           | 0          | 1            | 0            | 0            | 0            | 1        | 0      | 0           | 0          |
| E. Badu         | 4        | 0       | 0           | 0          | 0            | 0            | 0            | 0            | 4        | 0      | 0           | 0          |
| A. Balić        | 4        | 0       | 0           | 0          | 1            | 0            | 0            | 0            | 5        | 0      | 0           | 0          |
| A. Barák        | 8        | 0       | 0           | 0          | 1            | 0            | 0            | 0            | 9        | 0      | 0           | 0          |
| T. Battistella  | 0        | 0       | 0           | 0          | 0            | 0            | 0            | 0            | 0        | 0      | 0           | 0          |
| V. Behrami      | 19       | 1       | 6           | 0          | 0            | 0            | 0            | 0            | 19       | 1      | 6           | 0          |
| M. Coulibaly    | 0        | 0       | 0           | 0          | 0            | 0            | 0            | 0            | 0        | 0      | 0           | 0          |
| M. D'Alessandro | 24       | 0       | 3           | 0          | 0            | 0            | 0            | 0            | 24       | 0      | 3           | 0          |
| S. De Maio      | 16       | 1       | 1           | 1          | 0            | 0            | 0            | 0            | 16       | 1      | 1           | 1          |
| R. de Paul      | 36       | 9       | 7           | 0          | 1            | 0            | 0            | 0            | 37       | 9      | 7           | 0          |
| S. Fofana       | 31       | 2       | 5           | 0          | 1            | 0            | 0            | 0            | 32       | 2      | 5           | 0          |
| E. Hallfreðsson | 3        | 1       | 0           | 0          | -            | -            | -            | -            | 3        | 1      | 0           | 0          |
| S. Ingelsson    | 3        | 0       | 0           | 0          | 0            | 0            | 0            | 0            | 3        | 0      | 0           | 0          |
| K. Lasagna      | 36       | 6       | 2           | 0          | 1            | 0            | 0            | 0            | 37       | 6      | 2           | 0          |
| D. Machis       | 13       | 0       | 2           | 0          | 1            | 1            | 0            | 0            | 14       | 1      | 2           | 0          |
| R. Mandragora   | 35       | 3       | 8           | 1          | 1            | 0            | 1            | 0            | 36       | 3      | 9           | 1          |
| P. Mićin        | 2        | 0       | 0           | 0          | 0            | 0            | 0            | 0            | 2        | 0      | 0           | 0          |
| J. Musso        | 29       | -40     | 4           | 0          | 0            | 0            | 0            | 0            | 29       | -40    | 4           | 0          |
| Nicolas         | 0        | 0       | 0           | 0          | 1            | -2           | 0            | 0            | 1        | -2     | 0           | 0          |
| B. Nuytinck     | 27       | 0       | 4           | 1          | 0            | 0            | 0            | 0            | 27       | 0      | 4           | 1          |
| S. Okaka        | 16       | 6       | 4           | 0          | 0            | 0            | 0            | 0            | 16       | 6      | 4           | 0          |
| N. Opoku        | 12       | 0       | 5           | 0          | 0            | 0            | 0            | 0            | 12       | 0      | 5           | 0          |
| G. Pezzella     | 4        | 0       | 1           | 0          | 1            | 0            | 0            | 0            | 5        | 0      | 1           | 0          |
| S. Pontisso     | 0        | 0       | 0           | 0          | 0            | 0            | 0            | 0            | 0        | 0      | 0           | 0          |
| I. Pussetto     | 35       | 4       | 8           | 0          | 1            | 0            | 0            | 0            | 36       | 4      | 8           | 0          |
| Samir           | 21       | 2       | 7           | 0          | 1            | 0            | 0            | 0            | 22       | 2      | 7           | 0          |
| Sandro          | 12       | 0       | 5           | 0          | 1            | 0            | 0            | 0            | 13       | 0      | 5           | 0          |
| S. Scuffet      | 9        | -13     | 0           | 0          | 0            | 0            | 0            | 0            | 9        | -13    | 0           | 0          |
| J. Stryger      | 36       | 1       | 6           | 0          | 1            | 0            | 0            | 0            | 37       | 1      | 6           | 0          |
| Ł. Teodorczyk   | 16       | 1       | 1           | 0          | 0            | 0            | 0            | 0            | 16       | 1      | 1           | 0          |
| H. ter Avest    | 13       | 0       | 0           | 0          | 1            | 0            | 0            | 0            | 14       | 0      | 0           | 0          |
| W. Troost-Ekong | 35       | 0       | 4           | 0          | 0            | 0            | 0            | 0            | 35       | 0      | 4           | 0          |
| F. Vizeu        | 5        | 0       | 0           | 0          | 0            | 0            | 0            | 0            | 5        | 0      | 0           | 0          |
| M. Wague        | 2        | 0       | 0           | 0          | 1            | 0            | 0            | 0            | 3        | 0      | 0           | 0          |
| B. Wilmot       | 5        | 0       | 1           | 0          | 0            | 0            | 0            | 0            | 5        | 0      | 1           | 0          |
| M. Zeegelaar    | 12       | 0       | 5           | 1          | 0            | 0            | 0            | 0            | 12       | 0      | 5           | 1          |